# Бісау
Біса́у (порт. Bissau) — столиця та найбільше місто Гвінеї-Бісау, адміністративний центр автономного сектора Бісау. 

## Географія
Місто Бісау розташоване на правому (північному) березі естуарію річки Жеби, поблизу Атлантичного океану. Н

## Клімат
Клімат Бісау — тропічний саванний (Aw за класифікацією кліматів Кеппена), досить вологий, але не на стільки, щоб кваліфікувати його як тропічний мусонний (Am).
З грудня по квітень дощів практично не буває, але протягом решти місяців року місто отримує близько 2020 міліметрів опадів. Під час сезону дощів і навіть за три місяці до нього висока вологість повітря робить життя в місті дуже дискомфортним.
| Клімат Бісау (1974-1994)                               | Клімат Бісау (1974-1994) | Клімат Бісау (1974-1994) | Клімат Бісау (1974-1994) | Клімат Бісау (1974-1994) | Клімат Бісау (1974-1994) | Клімат Бісау (1974-1994) | Клімат Бісау (1974-1994) | Клімат Бісау (1974-1994) | Клімат Бісау (1974-1994) | Клімат Бісау (1974-1994) | Клімат Бісау (1974-1994) | Клімат Бісау (1974-1994) | Клімат Бісау (1974-1994) |
| Показник                                               | Січ.                     | Лют.                     | Бер.                     | Квіт.                    | Трав.                    | Черв.                    | Лип.                     | Серп.                    | Вер.                     | Жовт.                    | Лист.                    | Груд.                    | Рік                      |
| Абсолютний максимум, °C                                | 36,7                     | 38,3                     | 38,9                     | 41,1                     | 39,4                     | 35,6                     | 33,3                     | 32,8                     | 33,9                     | 34,4                     | 35,0                     | 35,6                     | 41,1                     |
| Середній максимум, °C                                  | 31,1                     | 32,8                     | 33,9                     | 33,3                     | 32,8                     | 31,1                     | 29,4                     | 30,0                     | 30,0                     | 31,1                     | 31,7                     | 30,6                     | 31,5                     |
| Середній мінімум, °C                                   | 17,8                     | 18,3                     | 19,4                     | 20,6                     | 22,2                     | 22,8                     | 22,8                     | 22,8                     | 22,8                     | 22,8                     | 22,2                     | 18,9                     | 21,1                     |
| Абсолютний мінімум, °C                                 | 12,2                     | 13,3                     | 15,6                     | 16,7                     | 17,2                     | 19,4                     | 19,4                     | 19,4                     | 19,4                     | 20,0                     | 15,0                     | 12,8                     | 12,2                     |
| Середня кількість сонячних годин на місяць             | 248                      | 226                      | 279                      | 270                      | 248                      | 210                      | 186                      | 155                      | 180                      | 217                      | 240                      | 248                      | 2707                     |
| Норма опадів, мм                                       | 0.5                      | 0.8                      | 0.5                      | 0.8                      | 17.3                     | 174.8                    | 472.5                    | 682.5                    | 434.9                    | 194.8                    | 41.4                     | 2.0                      | 2022.8                   |
| ------------------------------------------------------ | ------------------------ | ------------------------ | ------------------------ | ------------------------ | ------------------------ | ------------------------ | ------------------------ | ------------------------ | ------------------------ | ------------------------ | ------------------------ | ------------------------ | ------------------------ |
| Джерело: Sistema de Clasificación Bioclimática Mundial |                          |                          |                          |                          |                          |                          |                          |                          |                          |                          |                          |                          |                          |

## Історія

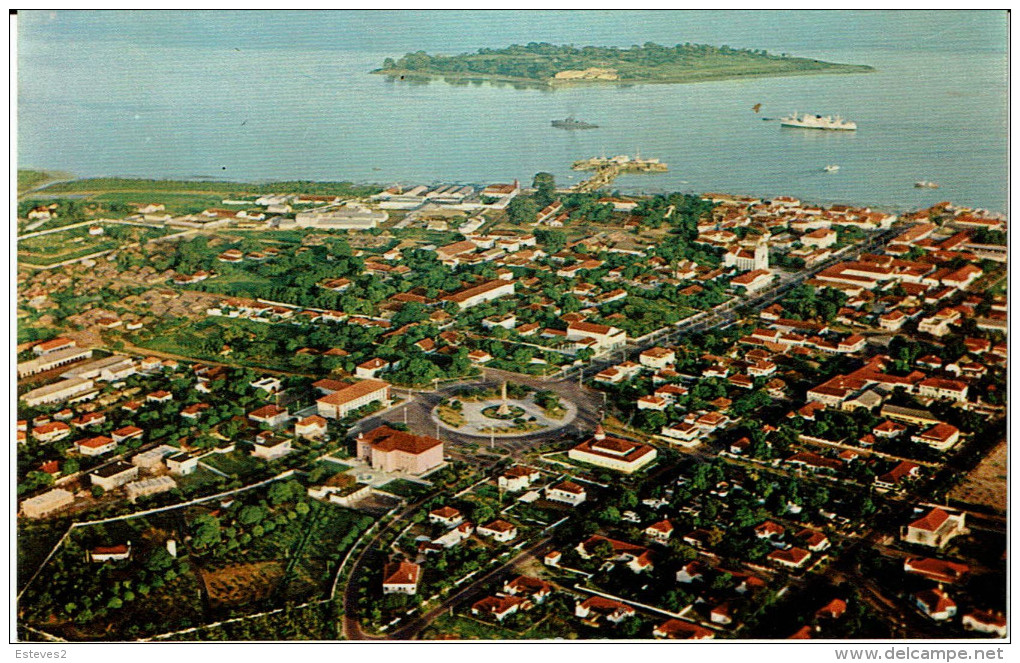
Бісау у 1960 році (у той час столиця Португальської Гвінеї)

Бісау засноване португальцями 1687 року як укріплений пост і центр работоргівлі. 1942 року місто стало столицею Португальської Гвінеї. 1973 року, після проголошення незалежності країни партизанами ПАІГК, столицею де-факто незалежних територій була оголошена Мадіна-ду-Бое. Бісау залишалось столицею окупованих португальцями регіонів, а де-юре — столицею всієї Португальської Гвінеї. 1974 року, після Революції гвоздик у Лісабоні, Португалія визнала незалежність Гвінеї-Бісау і дві території були об'єднані, а Бісау стало столицею нової незалежної держави. Бісау було місцем інтенсивних бойових дій на початку і в кінці Громадянської війни у Гвінеї-Бісау у 1998 та 1999 роках.
Історія міста добре представлена у експозиціях історико-художнього музею.

## Економіка
Морський порт на узбережжі Атлантичного океану (експортується пальмова олія і ядра пальмових горіхів, арахіс, шкури, лісоматеріали, кава, каучук, бавовна і цукор).  Головний промисловий центр країни (близько 60 % всіх промислових підприємств Гвінеї-Бісау). Харчовосмакова, лісопильна, меблева і легка промисловість, гончарне виробництво, судноремонтні майстерні. Підприємства, що знаходяться в місті, займаються переважно переробкою сільськогосподарської продукції, виробництвом напоїв, тканин, будівельних матеріалів, сигарет і взуття.
Аеропорт, який обслуговує Бісау, — міжнародний аеропорт Освальдо Вієйра.

## Спорт
У місті базуються 5 футбольних клубів: Бенфіка, Ештрела Негра, Інтер, Порту та Спортінг, які грають у Національному чемпіонаті Гвінеї-Бісау.

## Галерея

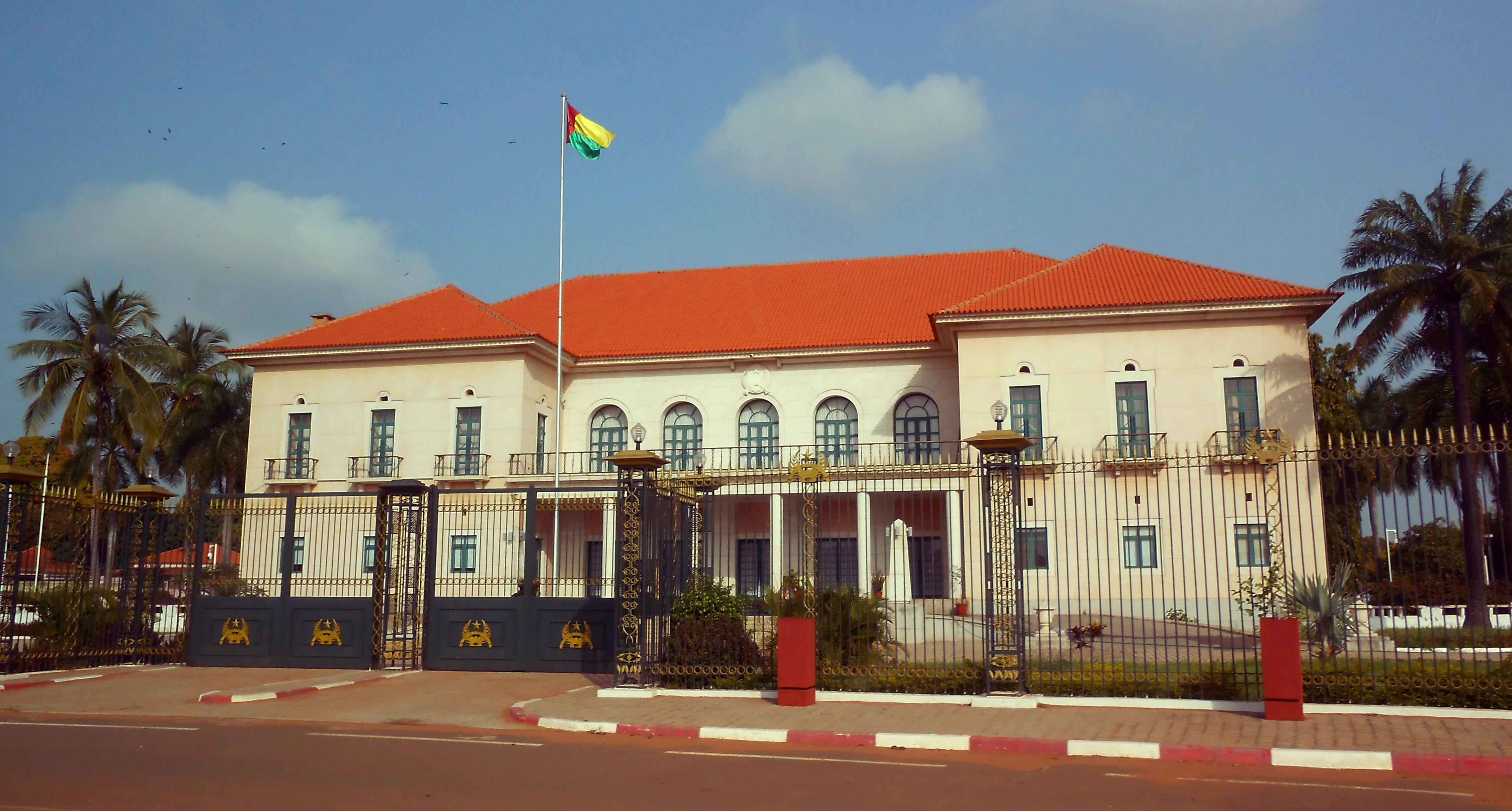
Президентський палац
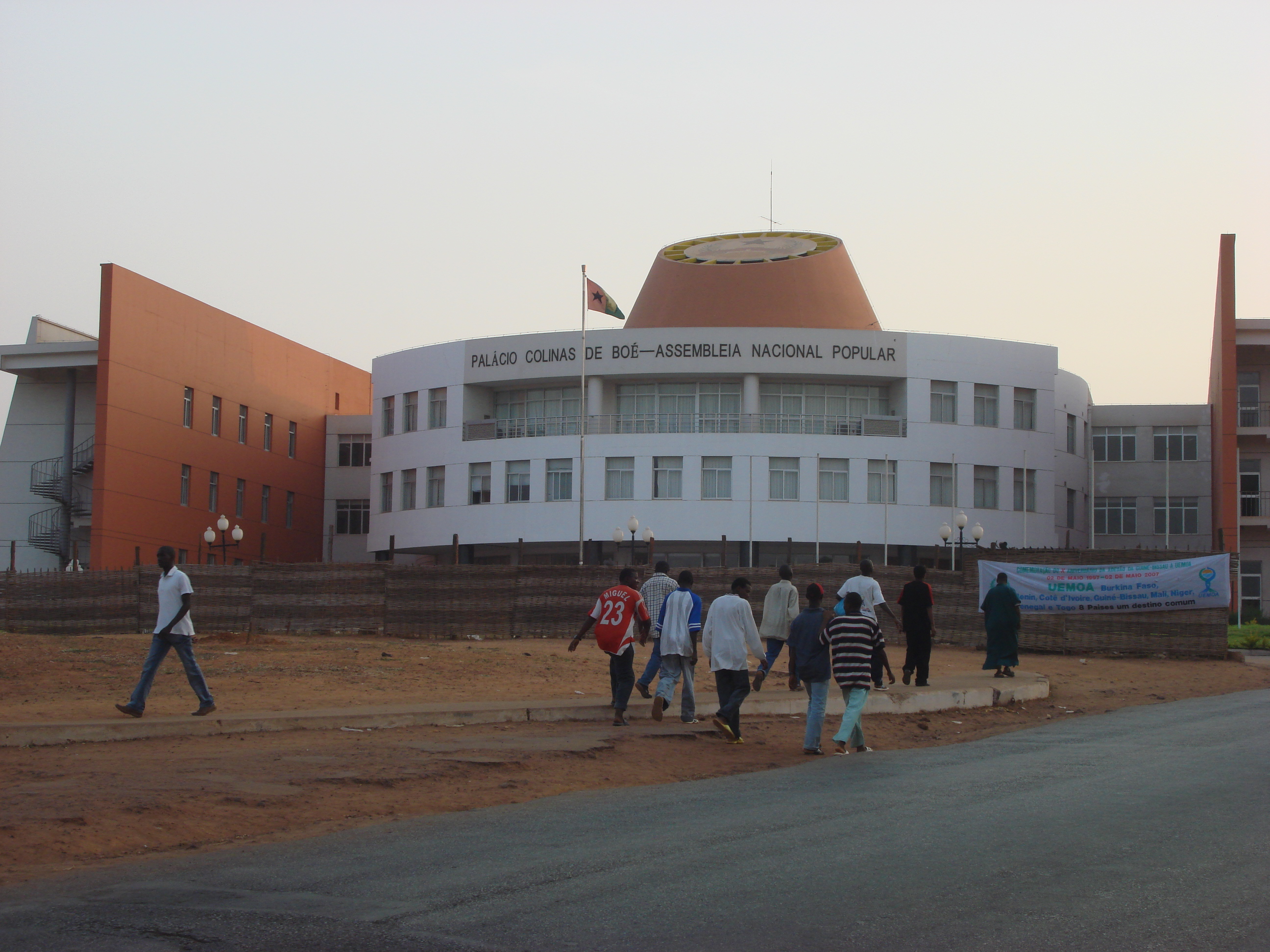
Парламент Гвінеї-Бісау
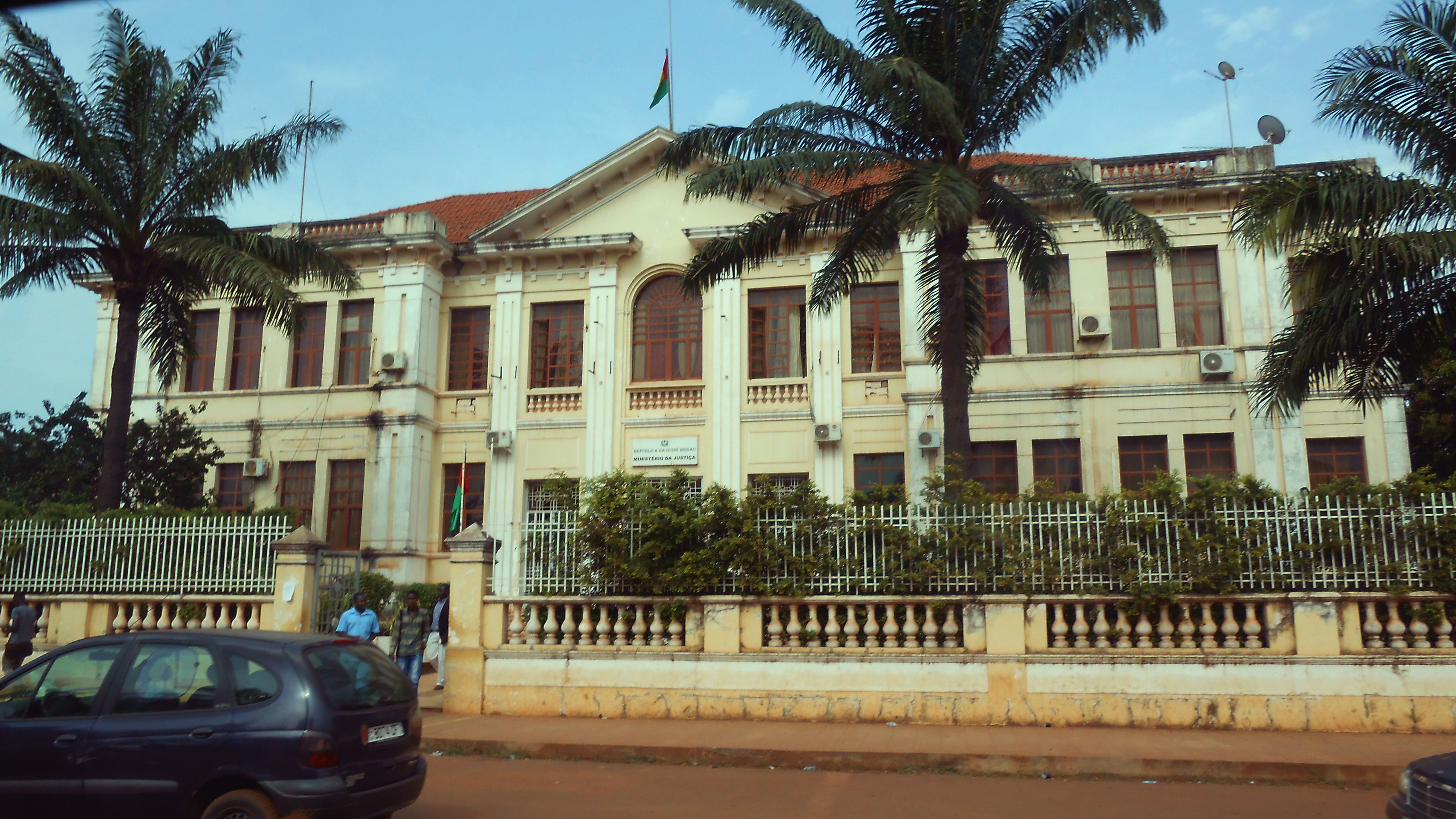
Міністерство юстиції Гвінеї-Бісау
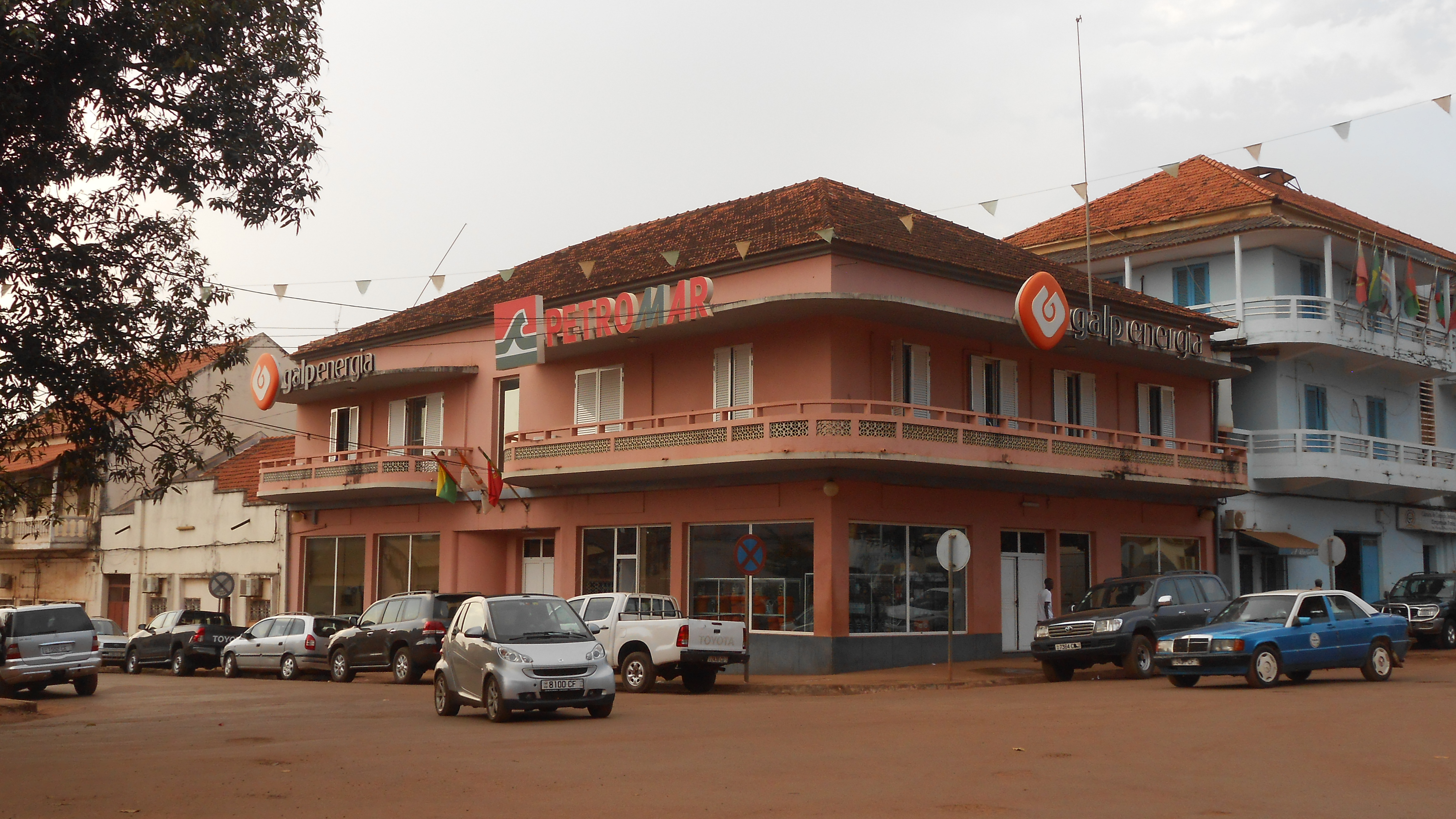
Адміністративна будівля португальської енергетичної компанії Galp Energia
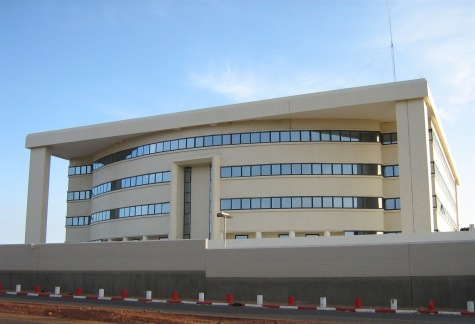
Відділення штаб-квартири Економічного співтовариства країн Західної Африки

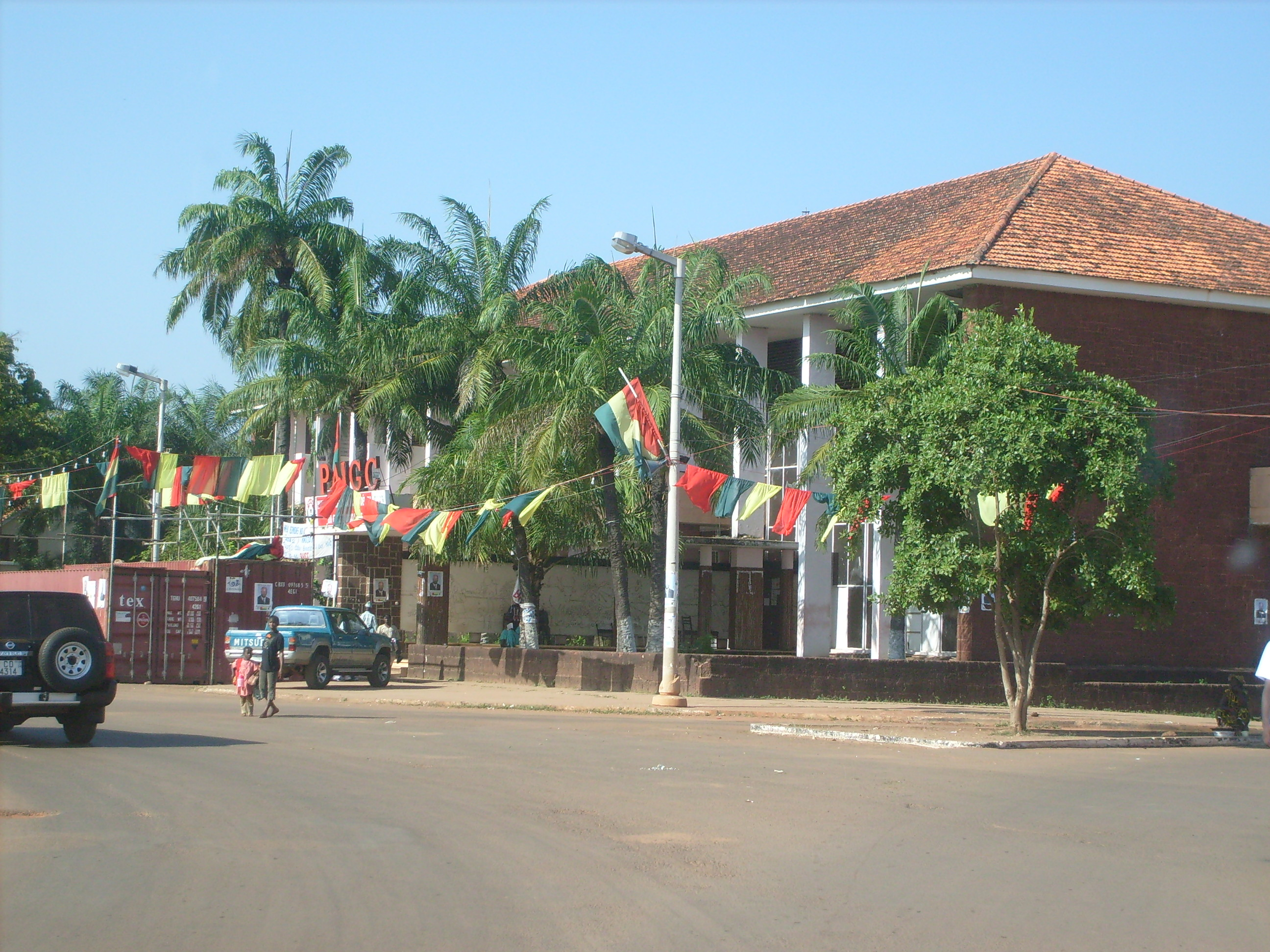
Штаб-квартира Африканської партії незалежності Гвінеї та Кабо-Верде
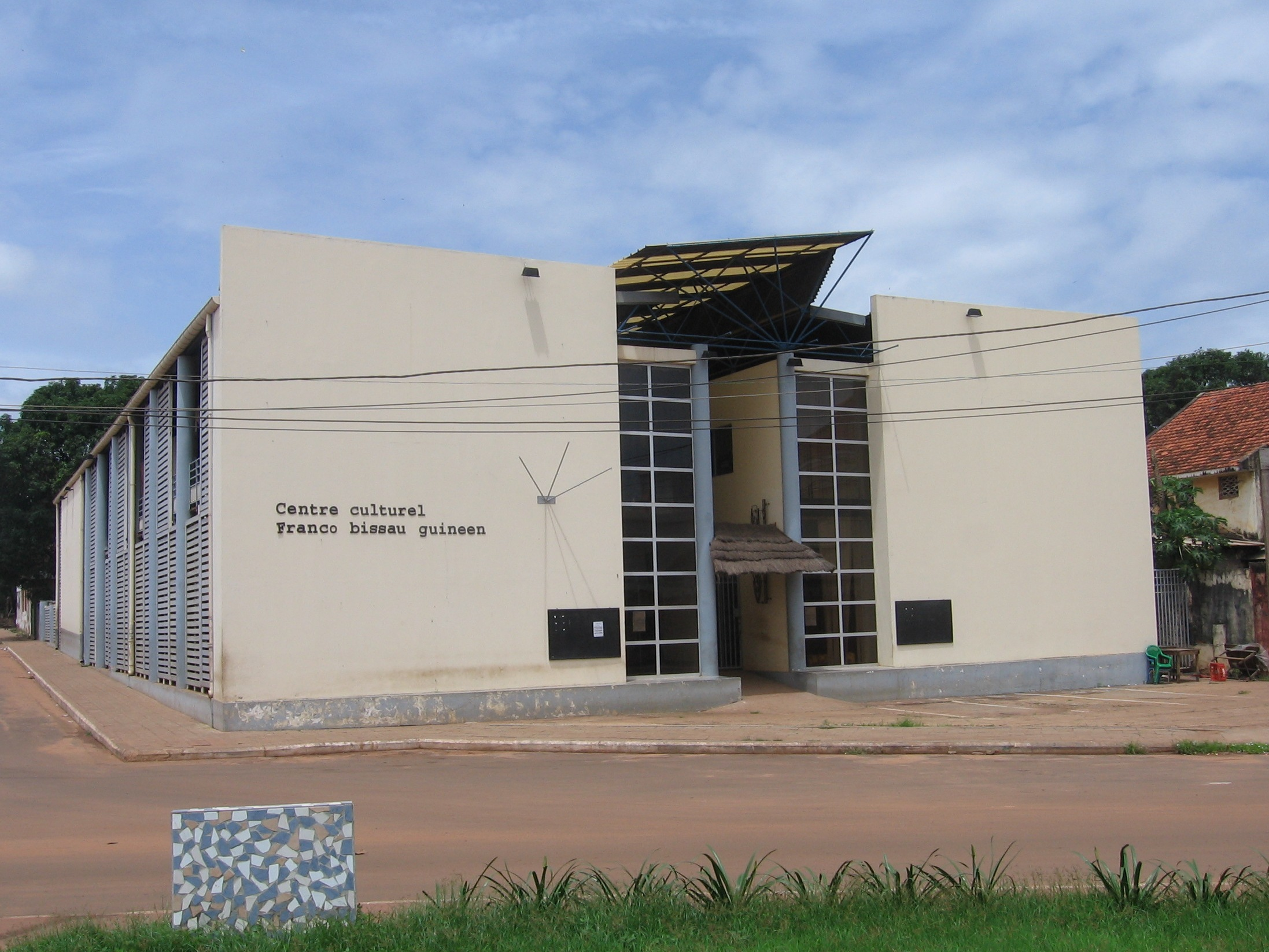
Французький культурний центр
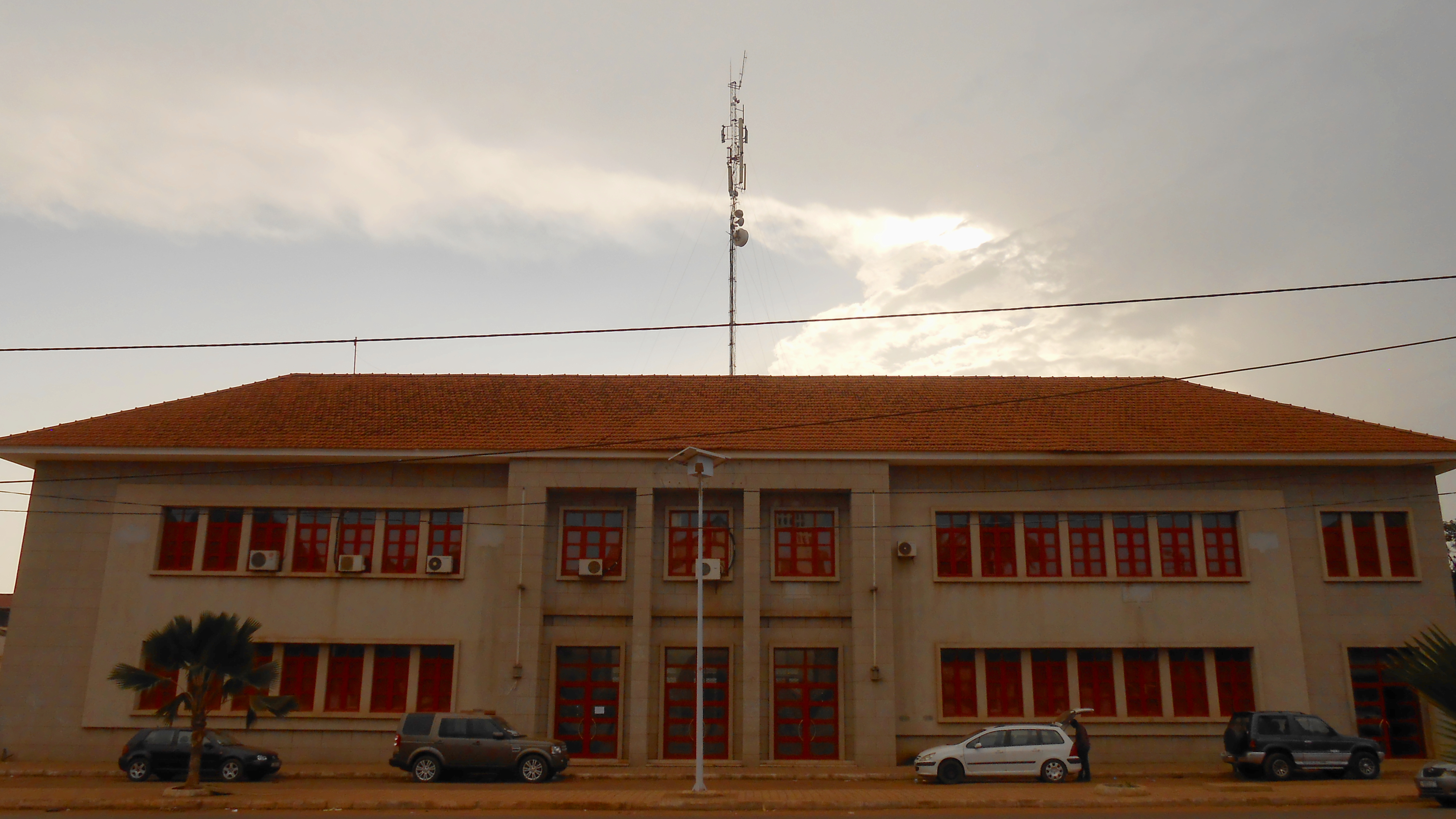
Центральне поштове відділення
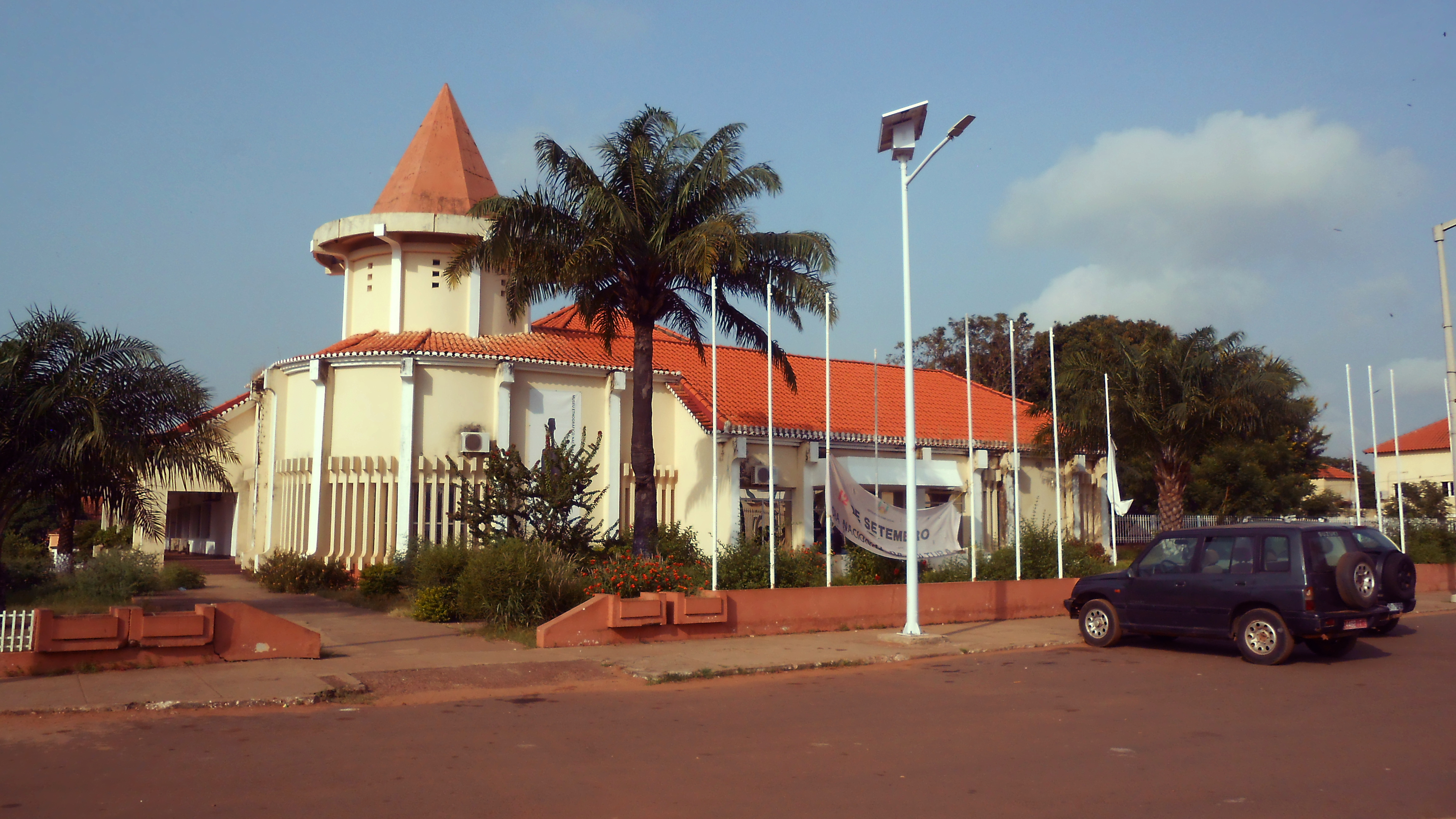
Національний етнографічний музей
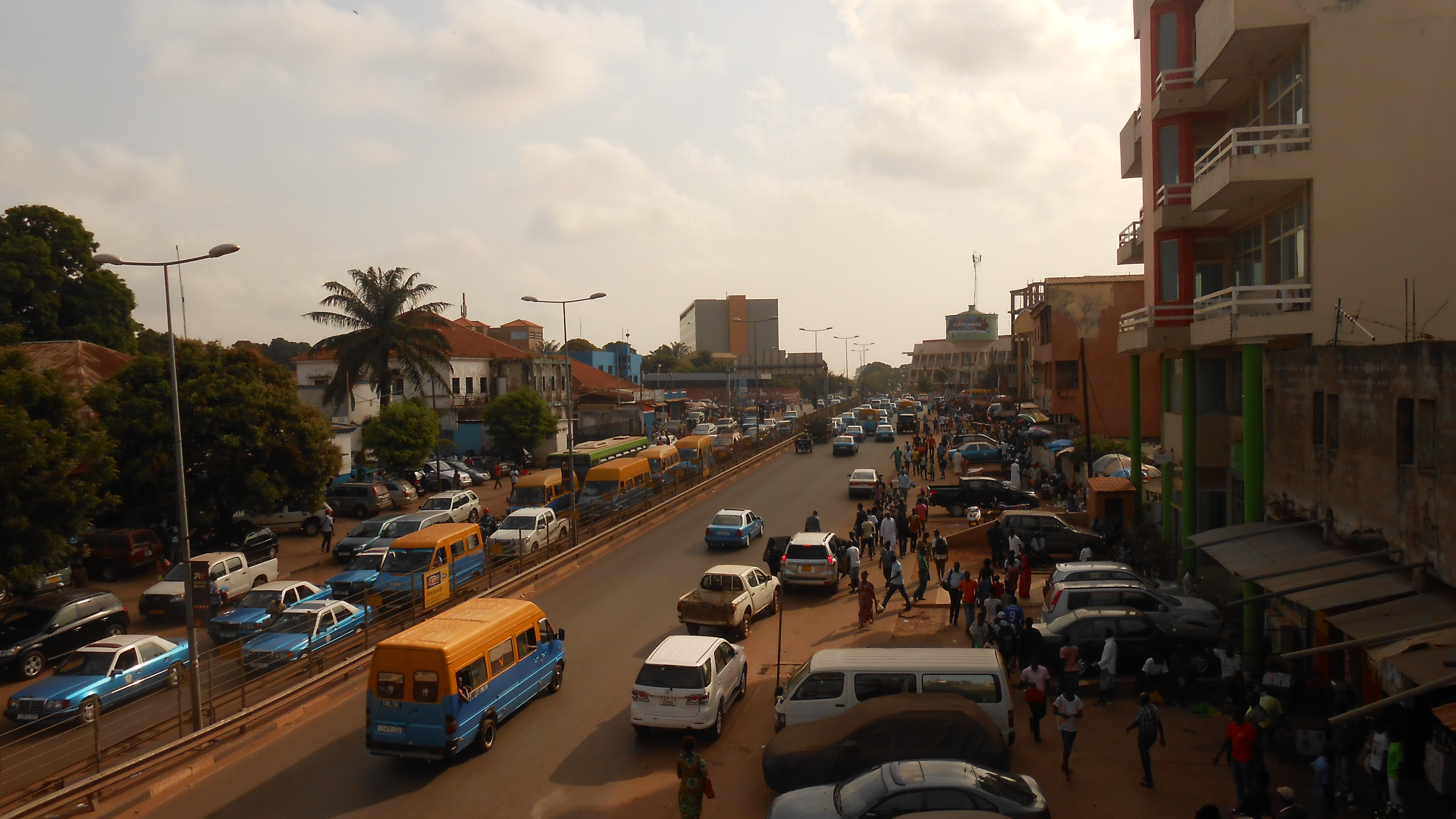
Авеню Бійців Свободи
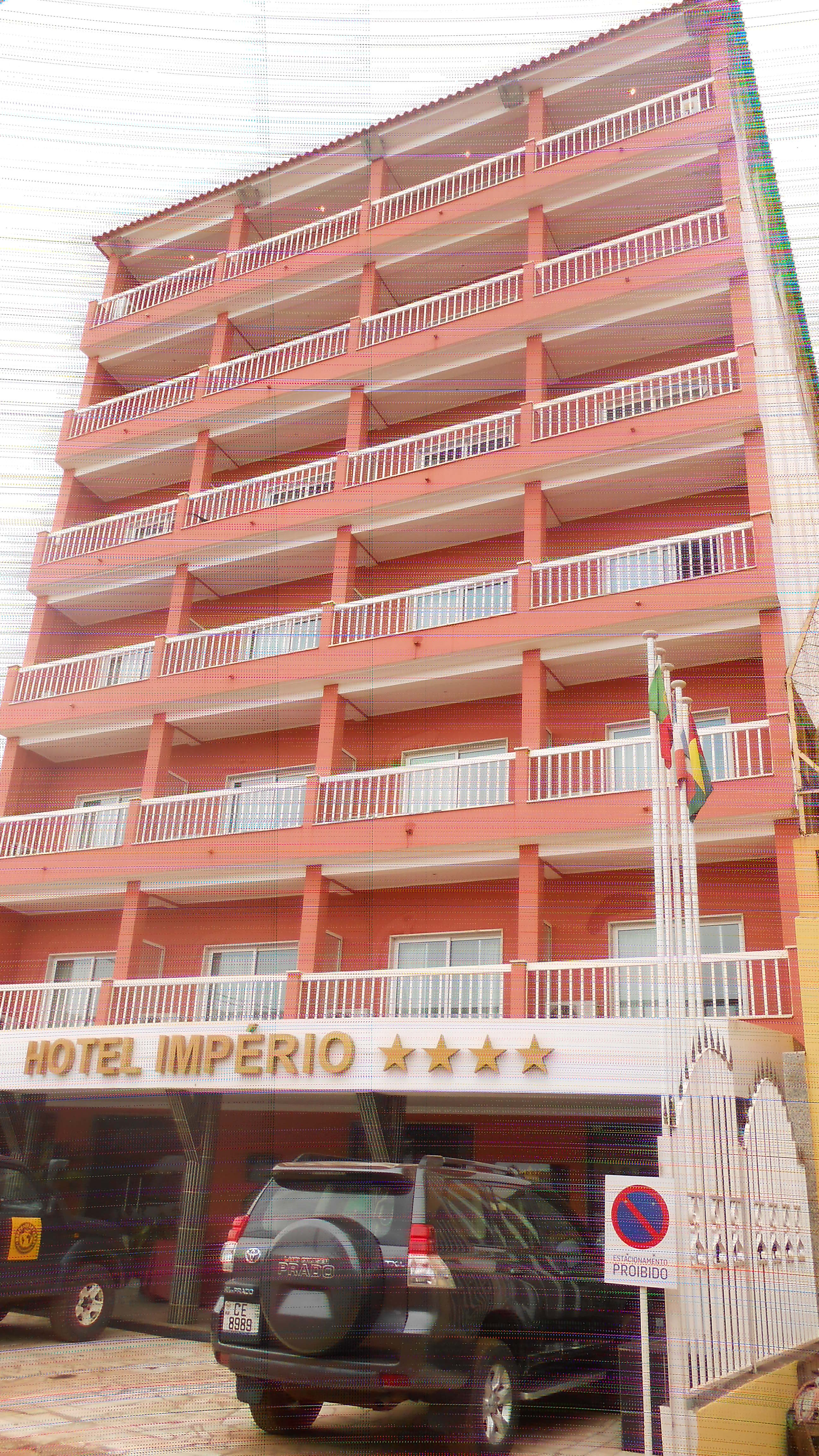
Один з готелів міста

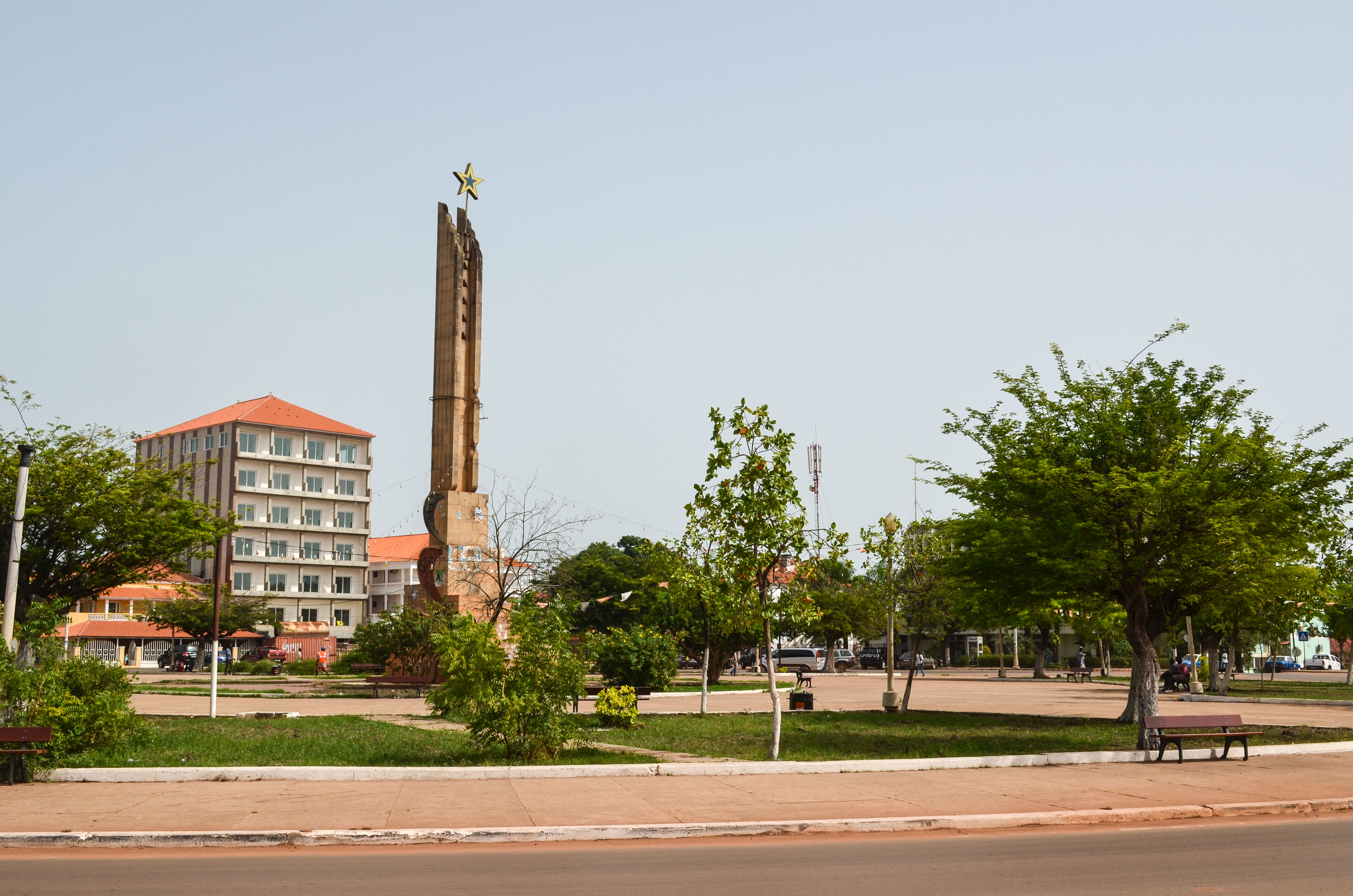
Монумент у центрі міста
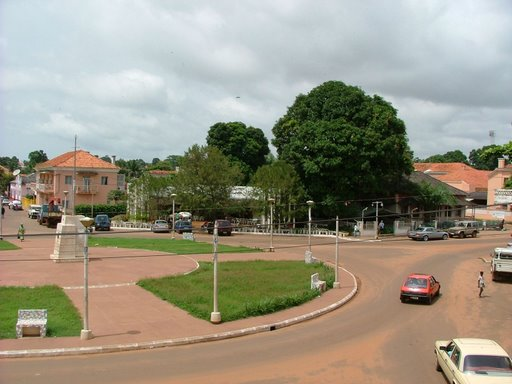
Площа Че Гевари
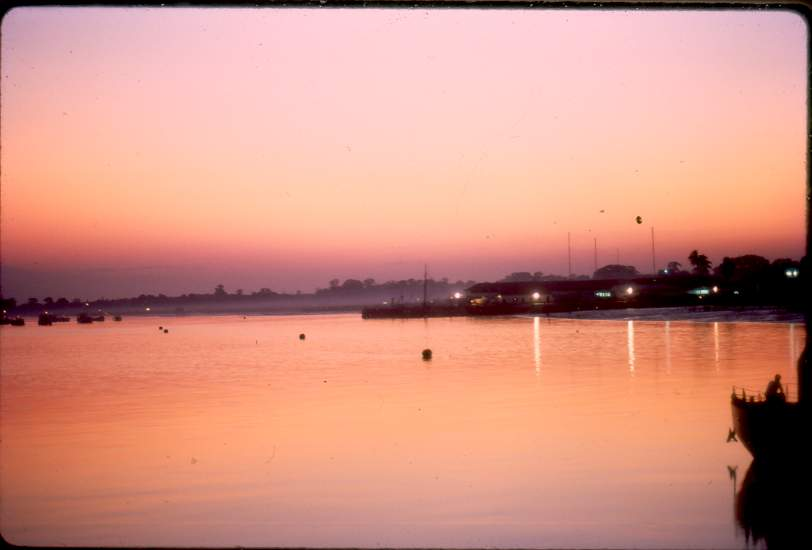
Річка Жеба в Бісау
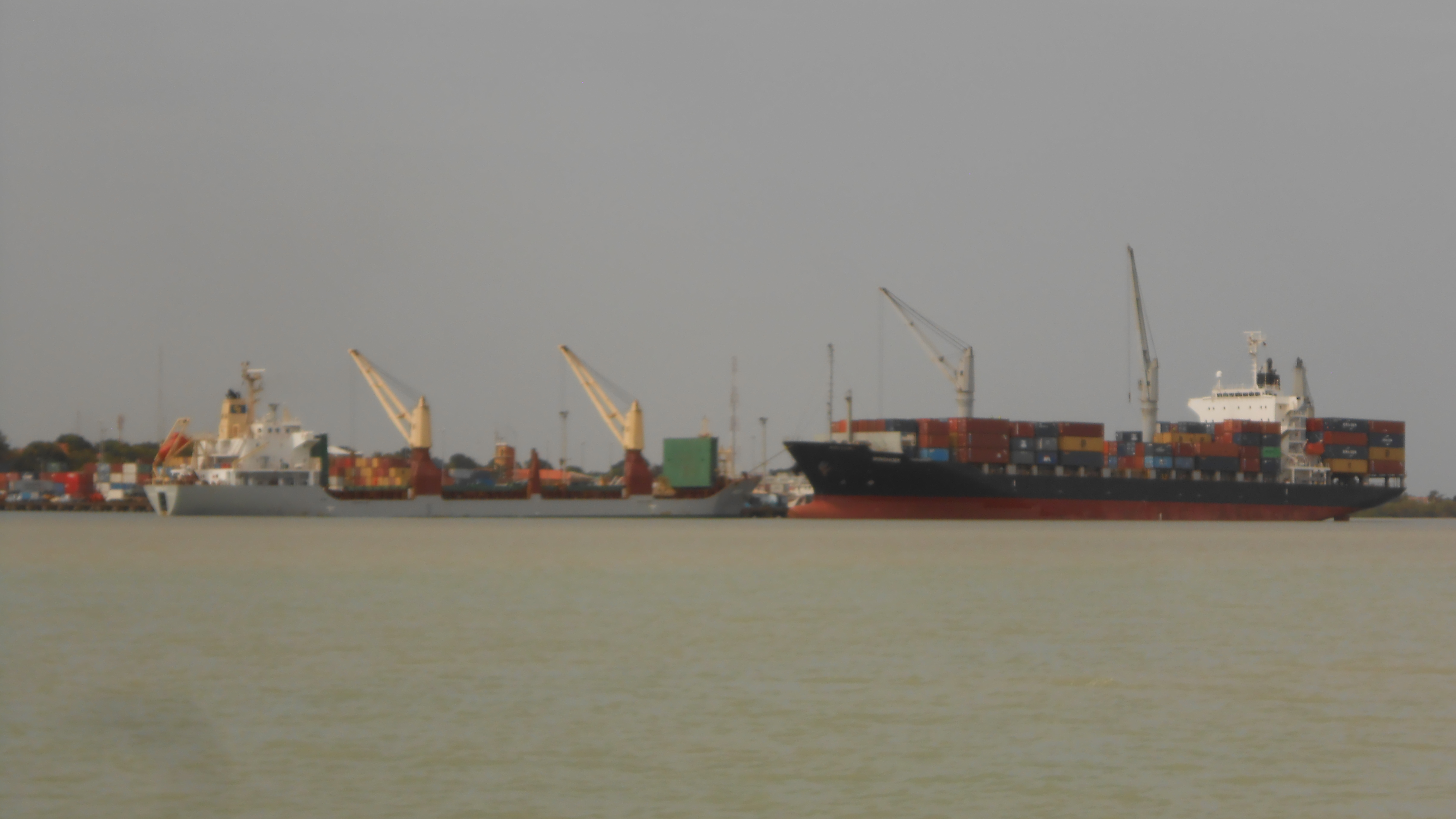
Порт Бісау
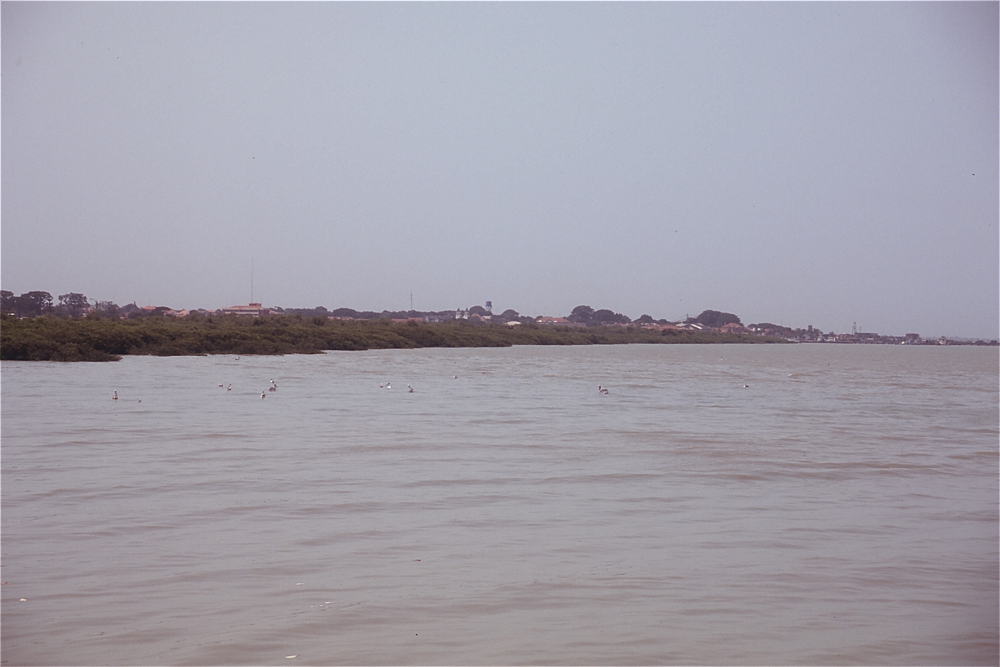
Вид Бісау з річки Жеби

## Міста-побратими
1. Агеда, Португалія (1995)
2. Дакар, Сенегал
3. Тайбей, Китайська Республіка (1997)[5]
4. Прая, Кабо-Верде
5. Анкара, Туреччина (2011)[6]
6. Лісабон, Португалія
7. Луанда, Ангола
8. Сінтра, Португалія